# Aykut Demir
Aykut Demir (sinh 22 tháng 10 năm 1988) là một cầu thủ bóng đá Thổ Nhĩ Kỳ thi đấu cho Giresunspor ở TFF First League.

## Sự nghiệp câu lạc bộ
Demir ra mắt bóng đá chuyên nghiệp từ mùa giải 2005–06, là một phần của đội hình NAC Breda. Ah được cho mượn đến Excelsior và sau đó thi đấu cho đội bóng Thổ Nhĩ Kỳ Gençlerbirliği trước khi gia nhập Trabzonspor.
Demir đã nhận nhiều sự chỉ trích tranh cãi vì độ dài lông trên mặt của anh, do nhận thức và phương cách khác nhau.

## Sự nghiệp quốc tế
Aykut ra mắt đội tuyển quốc gia Thổ Nhĩ Kỳ tháng 11 năm 2013 trong trận giao hữu trước Belarus.